# Wally Herger
Walter William (Wally) Herger Jr. (ur. 20 maja 1945) – amerykański polityk, członek Partii Republikańskiej. W latach 1987–2013 był przedstawicielem 2. okręgu wyborczego w stanie Kalifornia do Izby Reprezentantów Stanów Zjednoczonych.